# Călin Cristea
Călin Virgil Cristea (sinh ngày 6 tháng 5 năm 1988, Alba Iulia) là một cầu thủ bóng đá người România thi đấu cho Dunărea Călărași.

## Danh hiệu

### Câu lạc bộ
Pandurii
- Liga I (1): runner-up 2013